# 塞尔达涅线

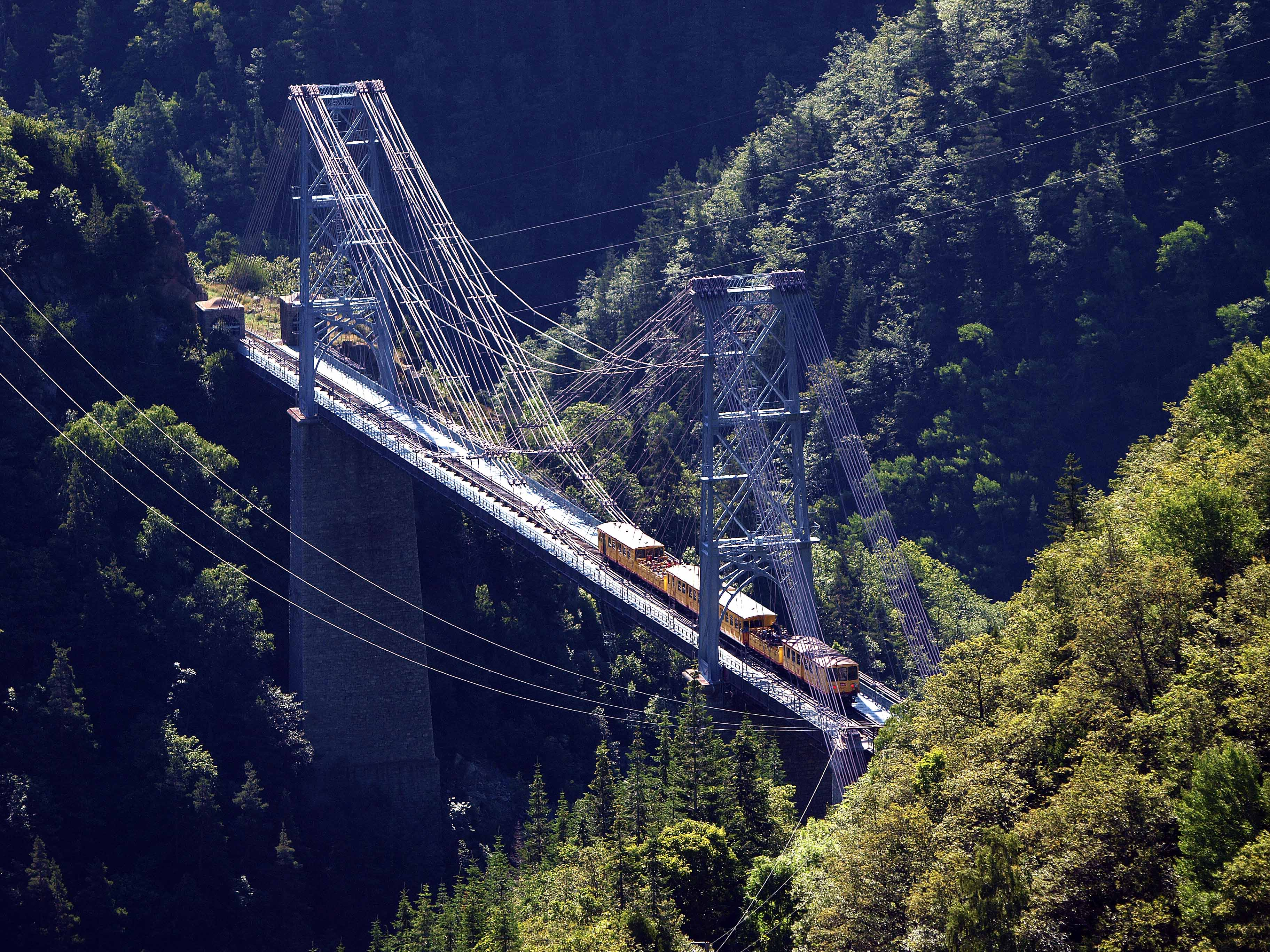

塞尔达涅線（法語：ligne de Cerdagne）是位於法國南部東比利牛斯省的一條法國國家鐵路的鐵路路線。因這條路線上行駛的列車多為黃色塗裝，因此有「黃色列車」（法語：train jaune）和「金絲雀」的暱稱。路線開工於1903年，完工於1910年，後又在1927年延長。路線總長62.5k公里，規矩1000毫米，單線電化。塞尔达涅線的高低差很大，起點處高427米，途中最高處高1592.78米，是法國國家鐵路最高的車站。塞尔达涅線的兩座高架橋是法國的歷史建築。同時塞尔达涅線還有約20處隧道。

## 外部連結
- Train Jaune (Yellow Train) （页面存档备份，存于） official SNCF page
- The Little Yellow Train of the Pyrenees （页面存档备份，存于） route, sightseeing, practical information and photos
- Journeys on the Yellow Train and practicalities （页面存档备份，存于）
- History of the Yellow Train （页面存档备份，存于）